# Boril van Bulgarije
Boril (Bulgaars: Борил) (?-?) was van 1207 tot 1218 tsaar van Bulgarije.

## Leven
Boril riep zichzelf tot tsaar (keizer) uit na de moord op zijn oom, tsaar Kalojan. Veel bojaren weigerden zijn troonsbestijging te erkennen, zodat een decennium van rebellie begon. Uiteindelijk werd hij verdreven door aanhangers van zijn neef Ivan Asen II, de zoon van Kalojans broer, tsaar Ivan Asen I. Nadat, naar Byzantijns gebruik, zijn ogen waren uitgestoken, werd hij opgesloten in een klooster.